# Amalia di Hohenzollern-Sigmaringen
Principessa Amalia di Hohenzollern-Sigmaringen (tedesco: Antoinette Amalie Karoline Adrienne, Prinzessin von Hohenzollern-Sigmaringen; Sigmaringen, 30 aprile 1815 – Sigmaringen, 14 gennaio 1841) è stata un membro della Casa di Hohenzollern-Sigmaringen per nascita.
Attraverso il suo matrimonio con il principe Edoardo di Sassonia-Altenburg, Amalia è stata anche un membro della Casa di Sassonia-Altenburg.

## Famiglia
Amalia era la quartogenita di Carlo, Principe di Hohenzollern-Sigmaringen e la sua prima moglie, Maria Antonietta Murat.

## Matrimonio
Amalia sposò il principe Edoardo di Sassonia-Altenburg, settimogenito, ma quarto figlio superstite di Federico, duca di Sassonia-Hildburghausen (di Sassonia-Altenburg dal 1826) e la Duchessa Carlotta Georgina di Mecklenburg-Strelitz, il 25 luglio 1835 a Sigmaringen.
Amalia e Edoardo ebbe quattro figli:
- Teresa Amalia Carolina Giuseppina Antonietta (1836-1914), sposò il principe Augusto di Svezia;
- Antonietta Carlotta Maria Giuseppina Carolina Frida (1838-1908), sposò il duca Federico I di Anhalt;
- Luigi Giuseppe Carlo Giorgio Federico (1839-1844);
- Giovanni Federico Giuseppe Carlo (1841-1844);

Due di questi figli morirono di una grave epidemia di vaiolo, dal quale non erano vaccinati, mentre la madre era morta della stessa malattia tre anni prima. Questo matrimonio fu per definizione un matrimonio molto felice, e la morte della principessa Amalia intristì molto il consorte, che però dovette risposarsi con Luisa Carolina Reuss di Greiz per assicurare una discendenza alla dinastia.

## Morte
Amalia morì il 14 gennaio 1841, sei giorni dopo la nascita del suo ultimogenito, a Sigmaringen.

## Ascendenza
|                                     |              |                               | Genitori                        |  |  | Nonni |  |  | Bisnonni                          |  |  | Trisnonni                            |  |
|                                     |              |                               |                                 |  |  |       |  |  | Carlo di Hohenzollern-Sigmaringen |  |  | Giuseppe di Hohenzollern-Sigmaringen |  |
|                                     |              |                               |                                 |  |  |       |  |  | Carlo di Hohenzollern-Sigmaringen |  |  | Giuseppe di Hohenzollern-Sigmaringen |  |
|                                     |              | Maria di Öttingen-Spielberg   |                                 |  |  |       |  |  | Carlo di Hohenzollern-Sigmaringen |  |  |                                      |  |
| Antonio di Hohenzollern-Sigmaringen |              |                               |                                 |  |  |       |  |  | Carlo di Hohenzollern-Sigmaringen |  |  |                                      |  |
|                                     |              | Giovanna di Hohenzollern-Berg | Francesco di Hohenzollern-Berg  |  |  |       |  |  |                                   |  |  |                                      |  |
|                                     |              | Giovanna di Hohenzollern-Berg | Francesco di Hohenzollern-Berg  |  |  |       |  |  |                                   |  |  |                                      |  |
|                                     |              | Giovanna di Hohenzollern-Berg | Maria Caterina di Waldburg-Zeil |  |  |       |  |  |                                   |  |  |                                      |  |
| Carlo di Hohenzollern-Sigmaringen   |              | Giovanna di Hohenzollern-Berg |                                 |  |  |       |  |  |                                   |  |  |                                      |  |
|                                     |              | Filippo di Salm-Kyrburg       | Enrico di Salm-Leuze            |  |  |       |  |  |                                   |  |  |                                      |  |
|                                     |              | Filippo di Salm-Kyrburg       | Enrico di Salm-Leuze            |  |  |       |  |  |                                   |  |  |                                      |  |
|                                     |              | Filippo di Salm-Kyrburg       | Maria Teresa di Croÿ            |  |  |       |  |  |                                   |  |  |                                      |  |
| Amalia di Salm-Kyrburg              |              | Filippo di Salm-Kyrburg       |                                 |  |  |       |  |  |                                   |  |  |                                      |  |
|                                     |              | Maria Theresa di Hornes       | Massimiliano di Hornes          |  |  |       |  |  |                                   |  |  |                                      |  |
|                                     |              | Maria Theresa di Hornes       | Massimiliano di Hornes          |  |  |       |  |  |                                   |  |  |                                      |  |
|                                     |              | Maria Theresa di Hornes       | Marie Teresa di Melsbroeck      |  |  |       |  |  |                                   |  |  |                                      |  |
| Amalia di Hohenzollern-Sigmaringen  |              | Maria Theresa di Hornes       |                                 |  |  |       |  |  |                                   |  |  |                                      |  |
|                                     | Pierre Murat | Guillaume Murat               |                                 |  |  |       |  |  |                                   |  |  |                                      |  |
|                                     | Pierre Murat | Guillaume Murat               |                                 |  |  |       |  |  |                                   |  |  |                                      |  |
|                                     | Pierre Murat | Marguerite Herbeil            |                                 |  |  |       |  |  |                                   |  |  |                                      |  |
| Pierre Murat                        | Pierre Murat |                               |                                 |  |  |       |  |  |                                   |  |  |                                      |  |
|                                     |              | Jeanne Loubières              | Pierre Loubières                |  |  |       |  |  |                                   |  |  |                                      |  |
|                                     |              | Jeanne Loubières              | Pierre Loubières                |  |  |       |  |  |                                   |  |  |                                      |  |
|                                     |              | Jeanne Loubières              | Jeanne Viellescazes             |  |  |       |  |  |                                   |  |  |                                      |  |
| Maria Antonietta Murat              |              | Jeanne Loubières              |                                 |  |  |       |  |  |                                   |  |  |                                      |  |
|                                     |              | Aymeric d'Astorg              | Antoine d'Astorg                |  |  |       |  |  |                                   |  |  |                                      |  |
|                                     |              | Aymeric d'Astorg              | Antoine d'Astorg                |  |  |       |  |  |                                   |  |  |                                      |  |
|                                     |              | Aymeric d'Astorg              | Maria de Mary                   |  |  |       |  |  |                                   |  |  |                                      |  |
| Louise d'Astorg                     |              | Aymeric d'Astorg              |                                 |  |  |       |  |  |                                   |  |  |                                      |  |
|                                     |              | Marie Alanyou                 | Jean Alanyou                    |  |  |       |  |  |                                   |  |  |                                      |  |
|                                     |              | Marie Alanyou                 | Jean Alanyou                    |  |  |       |  |  |                                   |  |  |                                      |  |
|                                     |              | Marie Alanyou                 | Louise de Valon                 |  |  |       |  |  |                                   |  |  |                                      |  |
|                                     |              | Marie Alanyou                 |                                 |  |  |       |  |  |                                   |  |  |                                      |  |

## Titoli
- 30 aprile 1815 - 25 luglio 1835: Sua Altezza Serenissima Principessa Amalia di Hohenzollern-Sigmaringen
- 25 luglio 1835 - 14 gennaio 1841: Sua Altezza Serenissima Principessa Edoardo di Sassonia-Altenburg

| Controllo di autorità | VIAF (EN) 52128583 · CERL cnp00370598 · GND (DE) 104366109 |